# 北京雄鹿篮球俱乐部
北京雄鹿成立於2014年1月，2016年以「北京东方雄鹿」之名加入全国男子篮球联赛，主場使用国家奥林匹克体育中心体育馆，2018年與中信国安合作更名為「北京国安雄鹿」，2021年重返聯賽，以1勝25敗坐收。